# Transmissible Gastroenteritis
Die Transmissible Gastroenteritis (TGE) ist eine durch Coronaviren hervorgerufene Entzündung des Magen-Darm-Trakts (Gastroenteritis) bei Schweinen, die bei Ferkeln mit Erbrechen und Durchfall und bei laktierenden Sauen mit einer starken Abnahme der Milchproduktion einhergeht. Die Erkrankung wurde 1946 erstmals beobachtet und tritt weltweit auf. In Deutschland ist sie eine meldepflichtige Tierkrankheit.
Erreger der TGE ist das Transmissible-Gastroenteritis-Virus, ein Subtyp der Spezies Alphacoronavirus 1.

## Klinisches Bild
Die Symptome variieren mit dem Alter der Tiere. Bei Ferkeln äußert sich eine TGE besonders dramatisch. Sie zeigt sich in Zittern, Erbrechen, Verweigerung der Milch und extremem Durst, kurz darauf in starkem Durchfall mit faulig riechendem Geruch. In einem befallenen Bestand erkranken nahezu alle Ferkel und sterben innerhalb weniger Tage auch an der Erkrankung.
Ältere Schweine zeigen häufig keine Krankheitszeichen, eventuell Appetitlosigkeit und bei schlechten Haltungsbedingungen können auch Durchfall und Erbrechen auftreten. Die Todesrate ist aber nur gering. Bei laktierenden Sauen, die zuvor noch keinen Erregerkontakt und damit keine Antikörper gegen den Erreger haben, treten Erbrechen, schwerer Durchfall und Futterverweigerung auf. Es kommt zu einer starken Reduktion der Milchleistung, was zusätzlich für die hohe Ferkelsterblichkeit von Bedeutung ist.
Die Verdachtsdiagnose kann anhand des klinischen Bildes und pathologischer Untersuchungen gestellt werden. Abzugrenzen ist insbesondere die Coliruhr. Der Virusnachweis dient der endgültigen Diagnosesicherung.

## Behandlung und Bekämpfung
Da Sauen den Erreger über die Milch übertragen, ist eine Trennung vom Muttertier und eine Aufzucht der Ferkeln mit Milchaustauschern zu empfehlen. Nach überstandener Infektion bilden Sauen Antikörper, so dass folgende Würfe nicht gefährdet sind.
Das Hauptaugenmerk liegt in der Verhinderung der Einschleppung der TGE in einen Bestand durch konsequente Hygienemaßnahmen. Zudem existiert ein Lebendimpfstoff.